# Dolospingus fringilloides
Dolospingus fringilloides là một loài chim trong họ Thraupidae.